# Хнусик
Хнусик (арм. Խնուսիկ) — село в Арагацотнской области Армении.

## География
Село расположено в южной части марза, на расстоянии приблизительно 13 километров (по прямой) к западу-северо-западу (WNW) от города Аштарак, административного центра области, и на расстоянии 3 километров к северо-востоку от села Аван. Абсолютная высота — 1975 метров над уровнем моря.
Климат
Климат характеризуется как умеренно холодный, влажный (Dfa в классификации климатов Кёппена).

## Население
| Год переписи | Население          | Население          | Население          | Население            | Население            | Население            |
| Год переписи | Наличное население | Наличное население | Наличное население | Постоянное население | Постоянное население | Постоянное население |
| Год переписи | Всего              | Мужчины            | Женщины            | Всего                | Мужчины              | Женщины              |
| ------------ | ------------------ | ------------------ | ------------------ | -------------------- | -------------------- | -------------------- |
| 2001         | н/д                | н/д                | н/д                | н/д                  | н/д                  | н/д                  |
| 2011         | 2                  | 1                  | 1                  | 3                    | 1                    | 2                    |